# Нікулін Владислав Юрійович
Нікулін Владислав Юрійович (нар. 14 червня 1992)— український спортсмен, академічний веслувальник, срібний призер літньої Універсіади у Казані та Південній Кореї.

## Біографія
Чемпіонат світу з академічного веслування до 23 років 2008
Здобув срібну нагороду у фіналі змагань з класу човнів 4+

### Універсіада 2013
На літній Універсіаді, яка проходила з 6-о по 17-е липня у Казані, Владислав предсталяв Україну в академічному веслуванні у дисципліні вісімка зі стерновим. та завоював срібну нагороду разом із Василем Завгороднім, Дмитром Міхаєм, Анатолієм Радченком, Іваном Футриком, Віталієм Цурканом, Денисом Чорним, Станіславом Чумраєвим та Іваном Юрченком.
У попередніх запливах вони посіли друге місце (6:06.07) пропустивши вперед команду з Польщі. Друге місце дозволило змагатись у втішному запливі за вихід до фіналу. Там українці показали третій час (6:00.90), що дозволило вийти до фіналу. У фіналі наша команда ще покращила результат до 5:52.31, але цей час дозволилив посісти тільки друге місце. Чемпіонами стали росіяни (5:47.54), бронзові нагороди у голландців (5:53.55).
Універсіада 2015
Здобув зрібну нагороду у фіналі змагань класів човнів 8+

## Державні нагороди
- Орден Данила Галицького (25 липня 2013) — за досягнення високих спортивних результатів на XXVII Всесвітній літній Універсіаді в Казані, виявлені самовідданість та волю до перемоги, піднесення міжнародного авторитету України[5]